# Biberbach (Perlesreut)
Biberbach ist ein Gemeindeteil der Gemeinde Perlesreut im niederbayerischen Landkreis Freyung-Grafenau.

## Geografie

### Lage
Biberbach liegt an der Staatsstraße 2321 zwischen Perlesreut und Haus im Wald.

### Nachbarorte
Nachbarorte sind Bibereck, Nebling, Hötzerreut, Furth und Haus im Wald.